# Cerâmica de São Gonçalo Beira Rio
Cerâmica de São Gonçalo Beira Rio é uma manifestação ou expressão da cultura popular de Mato Grosso e da tradição brasileira que compreende a criação de uma variedade de peças de cerâmica produzidas por artesãs e artesãos do bairro São Gonçalo do Beira Rio, em Cuiabá (Mato Grosso).
A cerâmica de São Gonçalo Beira Rio é compreendida como manifestação da identidade do grupo populacional que a pratica e vem sendo documentada pelo menos desde o século XVIII.
O repertório mais tradicional de produtos artesanais de São Gonçalo Beira Rio é composto por objetos e peças que guardam forte entrelaçamento do modo de vida dos ceramistas com seu contexto ambiental e cultural, dentre eles estão moringas, ânforas, potes, talhas, vasos, travessas-peixe, travessas-folha, os casais dançando rasqueado, as canoas de pescar, as galinhas d’angola e as codorninhas.
A Associação de Artesãos de São Gonçalo Beira Rio é responsável por preservar essa cultura de trabalho cerâmico. A associação concentra a maior parte dos artesãos e sua loja, criada em 2007, é o principal ponto de escoamento da produção e um importante ponto para dar visibilidade ao trabalho das artesãs.

## O bairro
O bairro São Gonçalo Beira Rio, antigamente chamado de São Gonçalo Velho, era um ponto central de circulação de mercadorias de Cuiabá e está localizado à margem esquerda do rio Cuiabá, entre os córregos São Gonçalo e Lavrinha e próximo à barra do rio Coxipó.
Em São Gonçalo Beira Rio, a arte milenar da cerâmica foi desenvolvida no local pelos índios Coxiponés, que viviam na região. Alguns autores defendem que a cerâmica de São Gonçalo Beira Rio está ligada à cultura dos indígenas bororos.
Sobre a importância do bairro para a cidade e para a cultura mato grossense o prefeito de Cuiabá Emanuel Pinheiro disse em 2022: "É no São Gonçalo Beira Rio que nasceu o grupo Flor Ribeirinha, é onde temos as melhores peixarias de Cuiabá, onde temos as mais belas ceramistas, ícones da nossa cultura e da nossa arte, onde estão os nossos pescadores representantes das nossas origens, foi aqui onde tudo começou."

## Exposições
Em 2017, foi realizada a mostra 'Cerâmica de São Gonçalo Beira Rio' pelo Centro Nacional de Folclore e Cultura Popular (CNFCP) na Sala do Artista Popular (SAP) do Museu de Folclore Edison Carneiro, no Rio de Janeiro. A mostra deu origem ao catálogo que contou com pesquisa e texto de Elizete Ignácio dos Santos e fotografias de José Medeiros.
Em 2020, ocorreu a exposição "São Gonçalo De geração em geração" no Centro Cultural da Comunidade São Gonçalo Beira Rio, em Cuiabá. Para a exposição, as peças foram produzidas pelas ceramistas Julia Rodrigues da Conceição, Cleide Rodrigues, Cirley Rodrigues, Juracy Marcelina da Conceição e Ademir Rodrigues da Conceição. Os artistas são irmãos, e nasceram na comunidade de São Gonçalo Beira Rio. Eles herdaram da mãe, Maria Leite Moraes da Conceição, o talento de criar objetos com argila.

## Principais peças produzidas
As principais peças produzidas são:
- Moringas
- Ânforas
- Potes
- Talhas

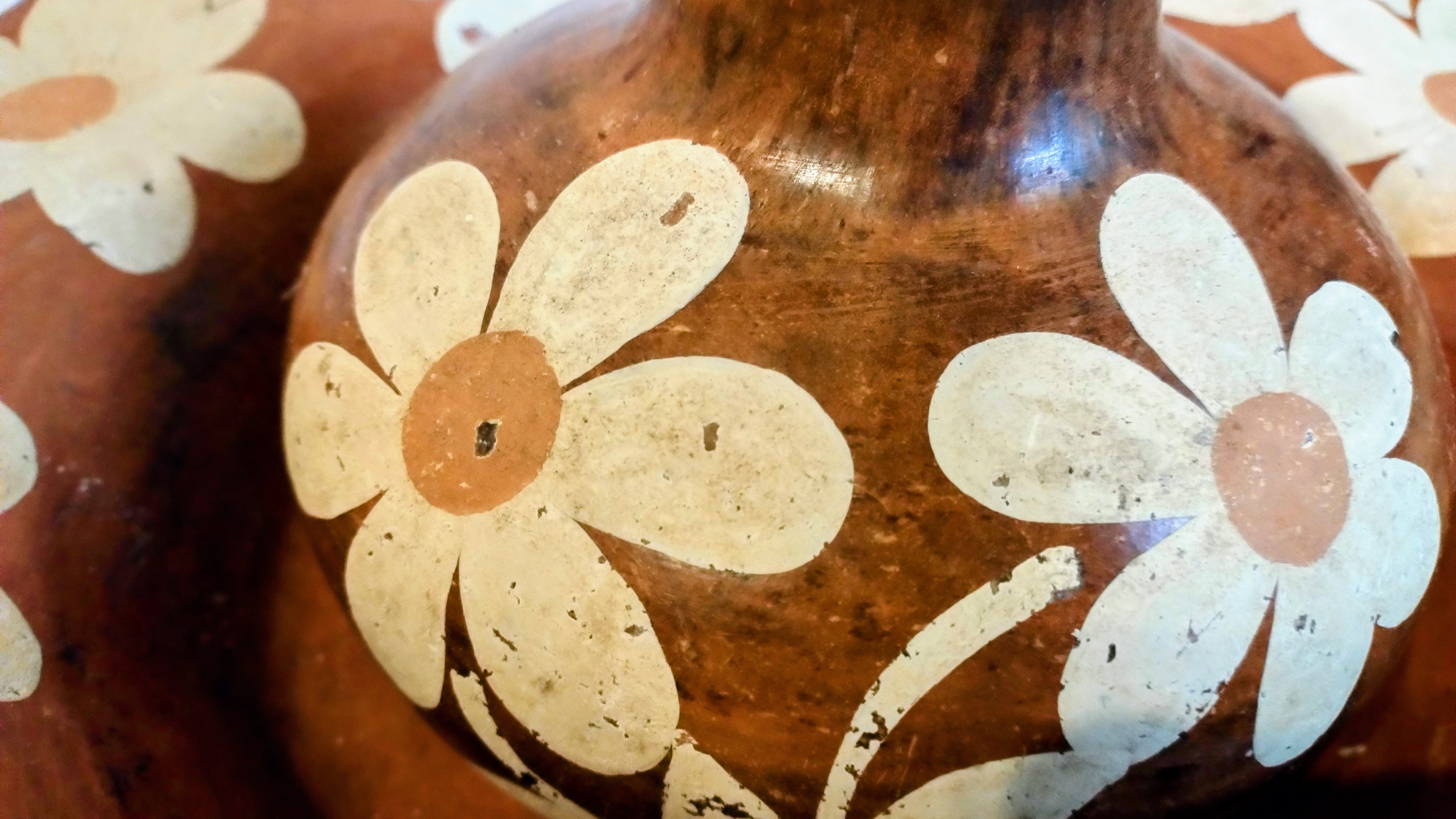
Detalhe das flores da jarra e bacia produzida pela artesã Bela - Cerâmica de São Gonçalo Beira Rio

- Cachepôs, vasos e suportes para plantas
- Travessas-peixe
- Travessas-folha
- Panelas e louças de servir
- Fruteiras
- Cestas com frutas de cerâmica
- Bichinhos - animais do cerrado e do Pantanal
- Mobiliários e loucinhas
- Canoas com pescadores
- Casais dançando rasqueado
- Santos - diversos santos e santas católicos, além do São Gonçalo

## Trabalhos e publicações acadêmicas
O ofício de artesão do barro já foi o objeto de alguns estudos selecionados por Ingrid Santos em 2019:
- ANDRADE, Estefânia Souza de; ARAÚJO Jamile da Costa. Medidas mitigadoras dos impactos ambientais causados por usinas hidrelétricas sobre peixes. REDVET. Revista Electrónica de Veterinaria, vol. 12 (Sin mes-Marzo), 2011.[11]
- ARRUDA, Maria Lucia. Cultura Popular – A arte da cerâmica de São Gonçalo. In: Leopoldianum – revista de Estudo e Comunicação, V.16 nº 45, São Paulo, 1989.
- BARROS, Moacir Francisco de Sata’ana. Entre vídeos e cerâmica: olhares sobre o ribeirinhos.2006 (Dissertação Mestrado) Instituto de Linguagens. Universidade Federal de Mato Grosso. 2006.
- PALMA, Lucia. Na boca do forno a forma de um povo. Trabalho de especialização. Cuiabá: UFMT, 1986.
- ROMANCINI, Sônia Regina. Entre o barro e o siriri: um estudo sobre o papel da mulher na cultura popular de São Gonçalo Beira Rio em Cuiabá-MT. In: Espaço e manifestações culturais na região de Cuiabá, PROPEQ – UFMT/CNPq, julho de 2003 a julho de 2005.
- ROMANCINI, Sônia Regina. Paisagem e Simbolismo no Arraial Pioneiro São Gonçalo, em Cuiabá, MT. Espaço e Cultura, UERJ, RJ, nº. 19-20, p. 81-87, Jan/Dez. de 2005.[4]
- TOREZAN, Ariane P. D. São Gonçalo: uma análise das transformações nas formas de obtenção da subsistência da população ribeirinha. Cuiabá: UFMT, 2000. Especialização em Antropologia, Departamento de Antropologia, Universidade Federal de Mato Grosso, 2000.[12]